# NGC 7118
NGC 7118 é uma galáxia elíptica (E-S0) localizada na direcção da constelação de Grus. Possui uma declinação de -48° 21' 12" e uma ascensão recta de 21 horas, 46 minutos e 09,8 segundos.
A galáxia NGC 7118 foi descoberta em 30 de Setembro de 1834 por John Herschel.